# Agon-Coutainville
Agon-Coutainville är en kommun i departementet Manche i regionen Normandie i norra Frankrike. Kommunen ligger i kantonen Saint-Malo-de-la-Lande som tillhör arrondissementet Coutances. År 2022 hade Agon-Coutainville 3 013 invånare.

## Befolkningsutveckling
Antalet invånare i kommunen Agon-Coutainville
| Referens: INSEE |